# San Antonio (Quezon)
San Antonio (Bayan ng San Antonio) är en kommun i Filippinerna. Kommunen ligger på ön Luzon, och tillhör provinsen Quezon. Folkmängden uppgår till 26 419 invånare.

## Barangayer
San Antonio är indelat i 20 barangayer.
| - Arawan - Bagong Niing - Balat Atis - Briones - Bulihan - Buliran - Callejon - Corazon - Manuel del Valle, Sr. - Loob | - Magsaysay - Matipunso - Niing - Poblacion - Pulo - Pury - Sampaga - Sampaguita - San Jose - Sinturisan |